# Auva

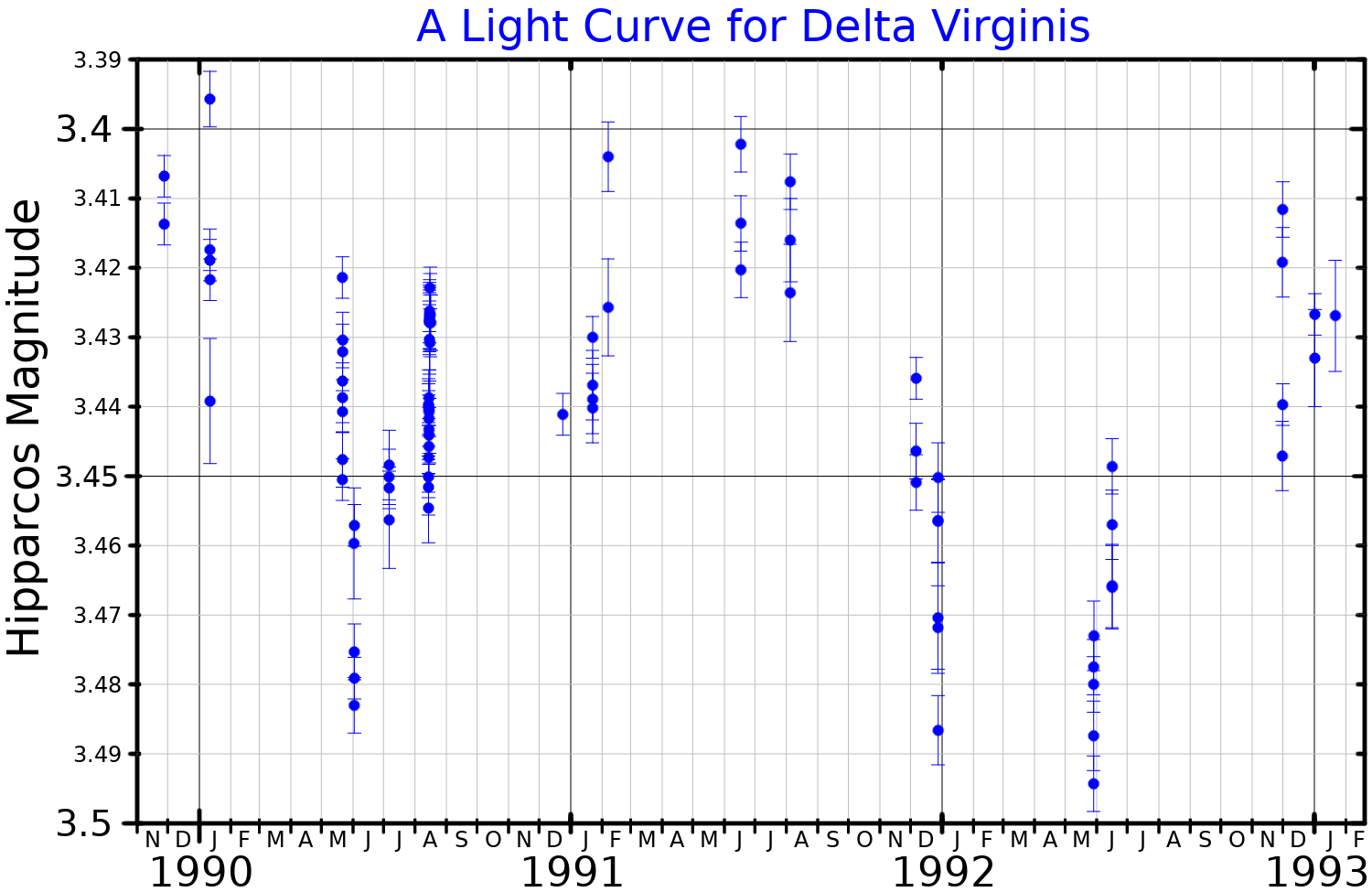
Lichtkromme van Auva

Auva (delta Virginis) is een ster in het sterrenbeeld Maagd (Virgo).
De naam Minelauva in Becvar wordt aan deze ster, maar ook aan de ster Zavijah (beta Virginis) toegeschreven.
Angelo Secchi gaf aan delta Virginis de aanduiding bellissima vanwege het prachtige bandenspectrum van deze ster, dat volgens hem overeenkomstig was met het spectrum van alpha Herculis.